# ریب ماونتین (حوزه سرشماری)، ویسکانسین
ریب ماونتین (به انگلیسی: Rib Mountain) یک منطقهٔ مسکونی در ایالات متحده آمریکا است که در شهرستان ماراتون، ویسکانسین واقع شده‌است. ریب ماونتین ۳۳٫۸ کیلومتر مربع مساحت و ۵٬۶۵۱ نفر جمعیت دارد.